# فرودگاه آبی پائونوئی
 فرودگاه آبی پائونوئی (به انگلیسی: Pauanui Aerodrome) یک فرودگاه خصوصی است که یک باند فرود چمن دارد و طول باند آن ۷۸۲ متر است. این فرودگاه در کشور نیوزلند قرار دارد و در ارتفاع ۴ متری از سطح دریا واقع شده است.